# Caradrina doleropsis
Caradrina doleropsis är en fjärilsart som beskrevs av Charles Boursin 1940. Caradrina doleropsis ingår i släktet Caradrina och familjen nattflyn. Inga underarter finns listade i Catalogue of Life.